# Celagyris
Celagyris là một chi bướm đêm thuộc họ Noctuidae.